# Stazione di Quarona
La stazione di Quarona è una fermata ferroviaria della linea Novara-Varallo al servizio dell'omonimo comune, utilizzata soltanto per eventi particolari come l'Alpàa, se non per altri eventi a scopi turistici.

## Storia
La stazione entrò in funzione il 12 aprile 1886, in concomitanza all'attivazione del tronco Borgosesia-Varallo.
A seguito della statizzazione delle ferrovie, tra il 1905 e il 1906, la linea originariamente gestita dalla Società per le Strade Ferrate del Mediterraneo venne incorporata nella rete statale e l'esercizio degli impianti fu assunto dalle Ferrovie dello Stato.
Nel 1988 venne declassata a fermata con la disattivazione dello scambio del binario a tracciato deviato.
Dal 2000 la gestione dell'intera linea, e con essa quella della fermata di Quarona, passò in carico a Rete Ferroviaria Italiana la quale ai fini commerciali classifica l'impianto nella categoria "Bronze".
La fermata rimase senza traffico dal 15 settembre 2014 per effetto della sospensione del servizio passeggeri.
L'impianto resta tuttavia attivo per le fermate di alcuni convogli occasionali, come i treni navetta notturni nel periodo dell'Alpàa o per eventuali treni storici svolti durante l'anno (già attivi sulla linea dal 24 maggio 2015, in occasione di Expo).

## Strutture e impianti

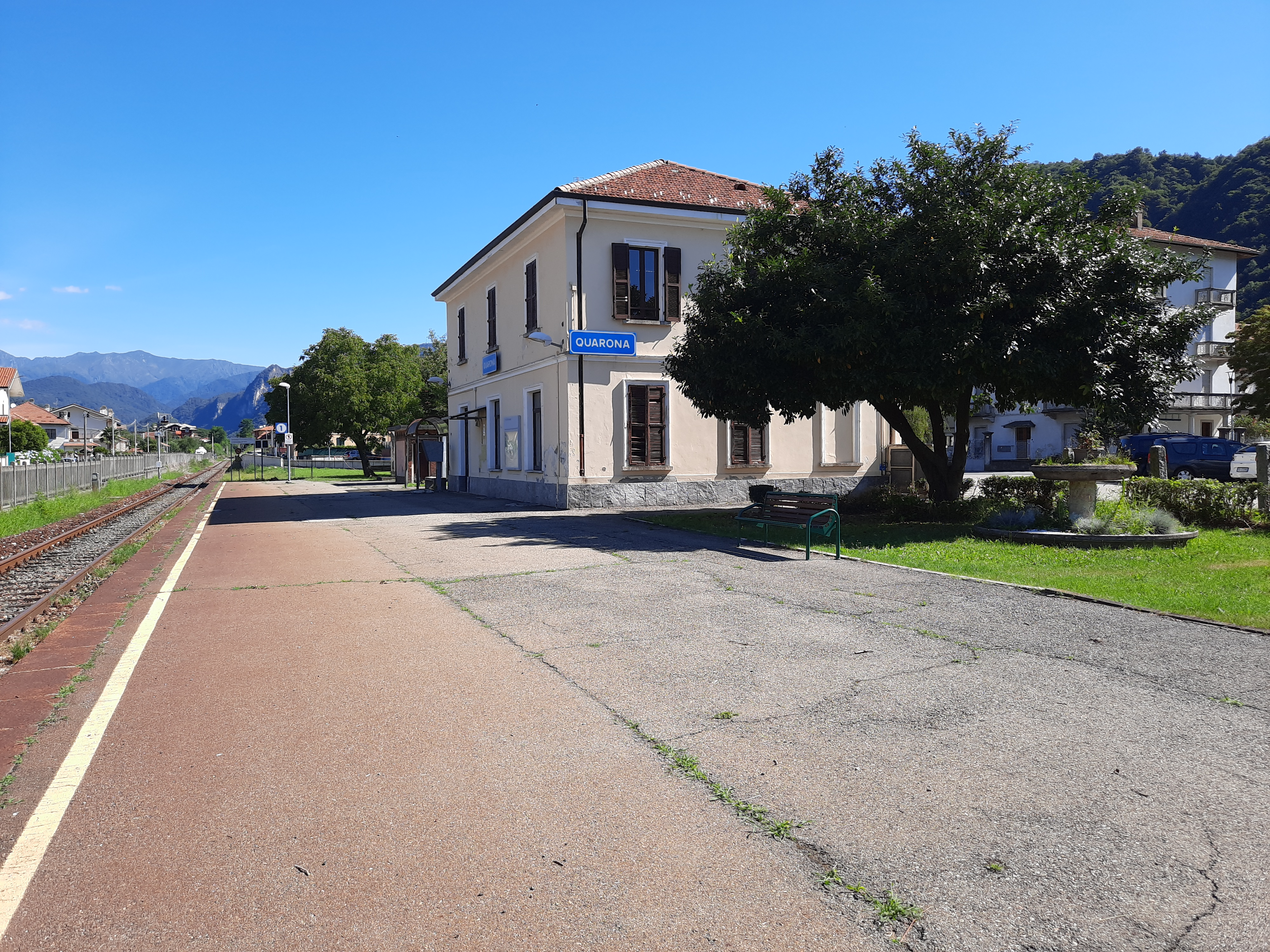
Fermata lato binari

L'attuale fermata è dotata del solo binario di corsa della linea ferroviaria.

### Architettura
La stazione dispone di un fabbricato viaggiatori sviluppato su due piani. L'edificio, a pianta rettangolare e tinteggiato di giallo, è completamente chiuso all'utenza. Il primo terra ospitò i servizi ai viaggiatori quali sala d'attesa e biglietteria; il primo,  diviso dall'altro da una fascia marcapiano, era adibito ad appartamento per il capostazione e al 2014 risulta convertito ad abitazione privata.
Accanto al FV è collocato un edificio di dimensioni minori, sviluppato su un solo piano, che ospitò i servizi igienici.

## Movimento
La stazione era servita da treni regionali di Trenitalia fino al 15 settembre 2014, giorno in cui è stato sospeso sulla linea il servizio viaggiatori per decisione della Regione Piemonte e sostituito da autocorse.